# Nyungwe
Nyungwe (Cinyungwe o Nhungue) és una llengua bantu de Moçambic. És usada com a llengua franca a la província de Tete.

## Distribució geogràfica
El nyungwe és parlat per 680.000 persones a Moçambic al llarg del riu Zambezi, principalment a la província de Tete. També hi ha parlants a Zimbàbue.

## Estatut oficial
Mentre que el portuguès és l'única llengua oficial de Moçambic, el nyungwe és una de les llengües nacionals reconegudes.

## Fonologia
L'inventari fonològic és:

### Vocals
|             | Anterior | Central | Posterior |
| ----------- | -------- | ------- | --------- |
| Tancada     | i        |         | u         |
| Semitancada | e        |         | o         |
| Oberta      |          | a       |           |